# Стёвлет-Катрина
Анна Катрина Бентгаген (дат. Anna Cathrine Benthagen; 1745, Копенгаген — 25 августа 1805, Плён), известная в истории под своим прозвищем Стёвлет-Катарина (дат. Støvlet-Cathrine), — датская актриса и певица, сапожница, проститутка; одна из самых известных куртизанок в Копенгагене в 1760-х годах и официальная любовница короля Дании Кристиана VII.

## Биография
Распространена версия, что Стёвлет-Катрина была внебрачным ребёнком своего крёстного отца, принца Георга Людвига Брауншвейг-Бевернского (1721—1747), и Анны Марии Шрёдер (ум. 1771). Она воспитывалась в доме офицера своего отца-принца в качестве приёмного ребёнка, принц предоставил пособие на её содержание. После того, как эти средства иссякли, в 1753 году Стёвлет-Катрина вернулась к матери.
Её мать была замужем за солдатом Йоханом Эрнстом Бентагеном, от которого Катрина получила свою фамилию, и занималась изготовлением сапог, за что её дочь и получила прозвище Стёвлет-Катрина (буквальный перевод «Катрина-башмак»). Она описывалась как красивая, высокая женщина с женственной фигурой и тёмным цветом лица: считалось, что её мать имела африканское происхождение. К её личностным качествам относили уверенность в себе, волевой характер и остроумие.
Катрина рано занялась проституцией. Обладавшая хорошим голосом и прекрасной фигурой, она записалась в театр в качестве танцовщицы и актрисы и продолжала официально числиться таковой, не работая в нём. Едва начав карьеру на сцене, Катрина покинула её, чтобы быть любовницей британского посла. После того как британский дипломат покинул Данию, она находилась на содержании австрийского посла.
В 1767 году Стёвлет-Катрина стала любовницей датского короля Кристиана VII. В том же году при дворе была предпринята попытка сделать Биргиттe Софию Габель официальной любовницей монарха, но она не удалась. В то же время Стёвлет-Катрина стала появляться с Кристианом VII на балах-маскарадах придворного театра, посещала с ним и его спутниками бордели и была замечена играющей с ним в карты при дворе. Предположительно она повлияла на его решение уволить секретаря кабинета министров Ревердиля. Их отношения вскоре стали рассматриваться как угроза королевской власти, так вдовствующей королеве Юлиане Марии Брауншвейг-Вольфенбюттельской не нравилось её влияние на короля. Возмутительным считалось то, что король взял её ко двору. Он казался влюблённым в неё, Кристиан VII называл её «владычицей вселенной».
В начале января 1768 года Стёвлет-Катрина была арестована и заключена в тюрьму в Гамбурге, потом её перевели в тюрьму в Ноймюнстере в Гольштейне, где с ней обращались лучше. В изгнании она находилась под наблюдением, так как существовали опасения, что она найдёт способ воссоединиться с королём. Во время своей поездки по Европе в 1768—1769 годах Кристиан VII безуспешно пытался увидеться с ней.
В 1770 году Стёвлет-Катрине была назначена пенсия в размере 500 ригсдалеров в год. Известно, что она отправила королю письмо после падения Струэнзе в 1772 году, в котором желала ему всего наилучшего и рассказывала, что писала ему несколько раз и ранее, но предположила, что Струэнзе перехватывал её письма.
Катрина вышла замуж за адвоката Конрада Дитлева Маэса (1748—1813) в 1770 году, впоследствии развелась с ним и вышла замуж за музыканта Ганса Хинриха Шведера (1760—1813) в 1785 году.